# DD Большого Пса
DD Большого Пса (лат. DD Canis Majoris) — двойная затменная переменная звезда типа Алголя (EA) в созвездии Большого Пса на расстоянии приблизительно 8560 световых лет (около 2625 парсеков) от Солнца. Видимая звёздная величина звезды — от +12,64m до +11,52m. Орбитальный период — около 2,0085 суток.